# Abderrahim Zhiou
Abderrahim Zhiou (arabe : عبد الرحيم زهيو), né le 26 septembre 1985 à Gabès, est un athlète handisport tunisien.
Lors des Jeux paralympiques d'été de 2008 à Pékin, il remporte une médaille d'or (800 m T12) et une médaille d'argent (10 000 m T12). En 2012, il remporte deux médailles d'or, sur 800 m T12 et 1 500 m T13, ainsi qu'une médaille d'argent sur 5 000 m T12 et une médaille de bronze sur marathon T12.